# Agente mutagênico
Agente mutagênico é todo agente físico, químico ou biológico que, em exposição às células, é capaz de induzir uma mutação, ou seja, um dano na molécula de DNA que não é reparado no momento da replicação celular, e é passado para as gerações seguintes.
Os agentes mutagênicos podem ser:
- Físicos: Algumas exemplos são a radiação ionizante e de acordo com CARLOS e col. (2012) os raios UV provocam a formação de dímeros de timina, ou seja, em vez do nucleotídeo timina emparelhar com a adenina, emparelha com outro nucleotídeo de timina, modificando a informação genética. Os UVC, são capazes de destruir as ligações químicas entre os nucleotídeos (as mutações são mais raras nesses casos, pois a destruição da cadeia de DNA geralmente provoca a morte celular), e UVB, cujo espectro é absorvido pelo DNA. Os danos destes agentes são grandemente amplificados em presença de água e oxigênio;
- Químicos: Estão distribuídos em inúmeras substâncias ditas cancerígenas, que atuam danificando ligações químicas, ou mesmo substituindo nucleotídeos normais por moléculas análogas, radicais livres também atuam catalizando reações químicas danosas ao DNA, nitrosaminas, corantes para tintas de cabelo; ácido nítrico, entre outros. De acordo com CARLOS e col. (2012) os agentes mutagênicos químicos por terem uma constituição química semelhante à dos nucleotídeos, conseguem facilmente incorporar o DNA.
- Biológicos: Ação de vírus e bactérias, que injetam parte de seu DNA na célula hospedeira, ocasionalmente integrando-a à cadeia de DNA do hospedeiro. Também pode haver mutações por falhas de ordem genética. De acordo com CARLOS e col. (2012), estes agentes também podem ser divididos de acordo com a forma como alteram o DNA, como por exemplo:
  - Desaminação (remoção do grupo amina nos nucleótidos – Ex: a citosina ao perder o grupo Amina torna-se Uracilo e passa a emparelhar com a adenina em vez da guanina, alterando o aminoácido produzido);
  - Indução de inserções ou deleções de nucleótidos;
  - Incapacidade de emparelhar, o que leva a DNA polimerase a interromper o seu processo e a replicação não continua (geralmente acontece quando as células estão sob a influência do raios UV).

Os agentes mutagênicos provocam mutações em genes importantes para o funcionamento da célula, por exemplo, os genes associados ao controle da divisão celular. Uma mutação nestes genes pode provocar o aparecimento de cancro, nesse caso o agente mutagênico  passa a se tratar de um agente carcinogênico. Os proto-oncogeneses são genes que codificam proteínas que estimulam o crescimento das células e também a divisão celulares. Quando estes sofrem mutações passam a denominar-se por oncogeneses ou genes causadores de cancro, transformando a célula numa célula cancerosa.
De acordo com CARLOS e col. (2012), ótimos exemplos de agentes mutagênicos são o álcool e o tabaco, o álcool desde que entra em contato com o nosso organismo é imediatamente absorvido pelas células que se encontram no interior da boca. Uma vez que o álcool é solúvel em água este é, tal como a água, distribuído pelas células, deste modo estas irão receber menos quantidade de água, tornando-se menos eficientes e com algumas dificuldades em funcionar de uma forma correta. O álcool, dependendo das quantidades em que for ingerido, afeta da fase G2 do ciclo celular. Esta fase é determinante para a progressão do ciclo, pois caso algo corra mal nas fases G1 e S,  é nesta altura que a célula sofre apoptose e não continua o processo de mitose. Deste modo, uma pessoa que consuma excessivamente bebidas alcoólicas não possui o sistema de regulação, associado à fase G2 a funcionar corretamente, logo corre um maior risco de ter células mutadas. Já o tabaco é constituído por uma série de substâncias com grande capacidade de induzir a formação de cancro, como as nitrosaminas (acima referidas como agente mutagênico químico). A nível celular, descobriu-se que a exposição ao fumo de tabaco conduz a um aumento do número de metáfases, mas que a frequência com que ocorrem as anáfases diminui. O que permite concluir que o ciclo celular estava bloqueado. Como se pode verificar, apenas o fumo do tabaco pode causar danos no DNA, o que permite concluir que até os fumadores passivos podem desenvolver cancros relacionados com as vias respiratórias. A par disto, também descobriu-se que apenas 30 minutos de inalação do fumo do tabaco chegam para começar a provocar danos no DNA. Os agentes mutagênicos apesar de, à primeira vista, parecer que só trazem desvantagens, também são utilizados em algumas áreas, como a medicina, na cura de certos cancros.
Apesar do efeito nocivo às células humanas, vários agentes mutagênicos são aproveitados pela ciência. Vírus e bactérias são usados na engenharia genética para a obtenção de seres transgênicos, que atuam como vetores de genes sintetizados em laboratório e injetados no organismo que poderá ser modificado. Algumas substâncias mutagênicas são utilizadas na quimioterapia, em quantidades mínimas, atuando sobre tumores sem causar grandes danos ao organismo. Da mesma forma, radiações ionizantes (como raios alfa) também são empregadas no combate a tumores através da radioterapia. Outra radiação ionizante, o Raio X é largamente utilizado na medicina.
Não se deve confundir agentes mutagênicos com um possível efeito mutagênico de substancia presente em organismos transgênicos - OGM e/ou associados ao seu processo de fabricação. A lei federal do Brasil, número 11.105 de março de 2005, afirma claramente que organismo mutagênico não é a mesma coisa que organismo transgênico. A mutagénese modifica alguns pares de base de um gene existente, enquanto a transgenia insere milhares de pares de bases, genes completos que não existiam naquela espécie, originados de um organismo doador.

## Lei Federal (Brasil) 11.105
Art. 4o Esta Lei não se aplica quando a modificação genética for obtida por meio das seguintes técnicas, desde que não impliquem a utilização de OGM como receptor ou doador: I – mutagênese; II – formação e utilização de células somáticas de hibridoma animal; III – fusão celular, inclusive a de protoplasma, de células vegetais, que possa ser produzida mediante métodos tradicionais de cultivo; IV – autoclonagem de organismos não-patogénicos que se processe de maneira natural.
Dentro de anomalias nucleares é possível encontrar uma célula mutada que encontrou como mecanismo de defesa a apoptose celular.
Dentre estes mecanismos de defesa se encontram:
- Cariorréxis: É uma fragmentação do núcleo picnótico onde a cromatina já está condensada, normalmente é anteriorizado por picnose, depois ocorre cariólise, então pode-se obter uma necrose, ou seja, morte celular.
- Cariólise ou Cromatólise: Por conta de uma dissolução da cromatina, ocorre a destruição do núcleo da célula causando assim a Cariólise.
- Picnóse: Reside a uma condensação da cromatina especificamente do núcleo celular, esta condensação é irreversível, e este processo é seguido da Cariorréxis.
- Micronúcleo: Uma pequena porção de DNA exterior ao núcleo compreende ao micronúcleo, eles se formam durante a metáfase/anáfase. A formação se dá a partir do ponto em que alguns cromossomos não migram para os polos durante as divisões, ou então pode ocorrer também a não separação dos cromatídeos. O tamanho e o número de micronúcleos em cada célula em que foi desenvolvido vai depender do quanto foi exposto ao agente mutagênico.

As mutações gênicas podem afetar gravemente um indivíduo, todavia também pode ser um achado para a determinação de uma nova espécie.

## Bibliografia

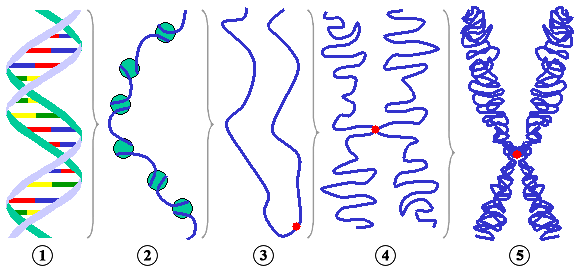
O menor cromossomo humano (21) possui cerca de 300-400 genes em risco de mutação de ponto ou em bloco por Anomalia cromossômica